# Francisco Manuel dos Santos Pacheco
Pour les articles homonymes, voir dos Santos et Pacheco.
Francisco Manuel dos Santos Pacheco, né en 1850 à São Miguel dos Campos (Brésil]) et décédé en 2 janvier 1926 dans la même ville, était un militaire, homme politique et colonel brésilien, qui appartenait à la famille traditionnel Santos Pacheco,,.
Il est gouverneur d'Alagoas du 12 juin 1899 au 12 juin 1900 et sénateur d'État de 1897 à 1898, de 1901 à 1906 et de 1913 à 1916. Il fut également vice-gouverneur de Manuel José Duarte du 12 juin 1897 au 12 juin 1899,.
En juillet 1899, a lieu le Velo-Sport, une course cycliste en l'honneur du gouverneur Francisco dos Santos Pacheco. La course a comme juge de piste Jacintho Nunes Leite Filho, fils du commandant Jacintho Nunes Leite.
La nouvelle que la peste a atteint le port de Santos déclenche l'alarme à Alagoas, obligeant l'État et la municipalité à intensifier leurs efforts de nettoyage dans la ville. Pour organiser les mesures sanitaires, le gouverneur Francisco Manuel dos Santos Pacheco convoque le Conseil général d'hygiène, demandant qu'un groupe de détenus soit chargé du nettoyage général de la ville et recommandant de prendre soin des logements précaires des plus pauvres.
Il était le frère de João Pacheco de Lima et était marié à Thereza Francisca da Silva Pacheco, qui était sa première dame, décédée en 1908.

## Hommages
La rue Santos Pacheco (ancienne avenue Santos Pacheco) à Maceió, Alagoas a été nommée par la loi n° 63 du 5 février 1902,.
L'avenue Santos Pacheco à Junqueiro et la rue Santos Pacheco également à Junqueiro,.